# 시철위
시철위(柴哲威)는 당나라의 인물이다. 당 고종 때 교주도독(交州都督)이 되었고, 이후 조정의 어사중승(御史中丞)으로 승진했지만 이후 다시 교주자사로 좌천되었다.